# Lithosia karenkona
Lithosia karenkona är en fjärilsart som beskrevs av Matsumura 1930. Lithosia karenkona ingår i släktet Lithosia och familjen björnspinnare. Inga underarter finns listade i Catalogue of Life.